# Салафитский джихадизм: история идеи
«Салафитский джихадизм: история идеи» (англ. Salafi-Jihadism: The History of an Idea) — книга Британского политического аналитика Шираза Махера, опубликованная в 2016 году.

## Содержание
Книга фокусируется на религиозной основе джихада.
По словам Махера, салафитский джихадизм основан на 5 доктринах веры:
1. таухид (единобожие)
2. джихад в смысле священной войны
3. хакимийя (истинное исламское правительство)
4. аль-вала валь-бара (верность божественной истине и неприятие лжи и многобожия)
5. такфир (наречение неверующих)

По словам Махера, ключом к пониманию салафитского джихадизма является понимание того, как эта идеология интерпретирует пять идеологических столпов веры. Махер прослеживает истоки этого конкретного течения ислама до средневекового учёного Ибн Таймии и учёного 18 века Мухаммада ибн Абд аль-Ваххаба.

## Отзывы
Газета Guardian описывает «Салафитский джихадизм» как одну из «лучших книг для понимания современного терроризма», описывая её как дающую «проникновение в теологические основы, принятые многими сторонниками террора сегодня, не вдаваясь в заумные споры об исламском праве».